# Plazuela Rufino Cuervo
La plazuela Rufino José Cuervo, temporalmente conocida como plazuela de San Carlos en honor a Carlos III tras la expulsión de los jesuitas en 1767, es un jardín urbano dedicado al filólogo Rufino José Cuervo por orden del Congreso de la República para conmemorar su muerte.  Se encuentra en el Centro Urbano Histórico de Bogotá, en inmediaciones de la Plaza de Bolívar, sobre la Calle Décima entre la Carrera Sexta y la Carrera Séptima.

## Características
La plazuela es una superficie ajardinada emplazada en el desventamiento de la manzana colonial norte de la Plazoleta de San Ignacio, lo que le da la forma de un cuadrilátero cerrado por tres de sus lados, con su costado restante abierto sobre la Calle Décima.
Sobre los tres límites cerrados se ubican inmuebles coloniales y del periodo republicano, entre ellos: la Casa de los Derechos del Hombre -donde funcionó la Imprenta Republicana en que Antonio Nariño editó la primera traducción de los Derechos del Hombre, lo que ha ocasionado que sea ocasionalmente referida como Jardín de los Derechos- y la residencia de Manuelita Sáenz, donde funciona en la actualidad el Museo de Trajes Regionales. La arquitectura restante corresponde a la Curia Arzobispal.
Antes de su transformación en jardín, en este lugar estuvo emplazado el Monumento al Mono de la Pila, fuente de acceso público durante el periodo colonial, que fue desplazada allí por las transformaciones de la Plaza de Bolívar y el emplazamiento de la escultura a Simón Bolívar que ocupa su centro.
Su acceso se realiza por la calle Décima, que en ese punto alberga también el atrio de la iglesia de San Ignacio, pieza con la que conforma un conjunto con marcada interioridad que tiene las características propias de un de recinto urbano: un espacio abierto pero fuertemente delimitado al interior de la traza colonial. Estos tres elementos: Jardín, Atrio y Calle conforman el conjunto de la Plazoleta de San Ignacio. 
Antes de la disposición de la superficie verde del jardín, la plazoleta sirvió como marco para la actividad comercial, albergando en sus márgenes la casa del médico francés Louis de Rieux durante el periodo colonial, la casa de la orquesta nacional en el periodo republicano, así como barberías y otros locales comerciales durante su historia, incluidas herrerías que funcionaron hasta la década de 1950.
En la actualidad alberga el busto al filólogo Rufino José Cuervo realizado por Charles Raoul Verlet, que se ubica en un jardín rodeado por varias palmas fénix.